# 和泉市久保惣記念美術館
和泉市久保惣記念美術館 （いずみしくぼそうきねんびじゅつかん） は、大阪府和泉市内田町にある、東洋古美術を中心とした市立美術館である。

## 概要
地元和泉市で明治より代々綿織物業を営み、泉州有数の企業であった「久保惣」（久保惣株式会社）の社長・3代目久保惣太郎（1926－1984）が、古美術品のコレクション約500点と、土地、建物（本館、茶室）、基金3億円を和泉市に寄付し、1982年（昭和57年）開館した。1997年（平成9年）には久保惣5代目の久保恒彦（3代惣太郎の弟）により新館が完成し寄贈されている。このほか、1999年には久保惣記念文化財団を経て、音楽ホール、創作教室、市民ギャラリーが寄贈され、2006年には同財団から研究棟が寄贈された。現在、久保恒彦が名誉館長をつとめる。
所蔵品も順次寄贈され、現在は国宝2件、国の重要文化財29件を含む、所蔵総数は約11000点。作品の大半は久保惣コレクションで、収集年代や経緯によって第一次から第五次久保惣コレクションと呼んでいる。個人コレクションとしては日本でも有数の規模と質の高さをもつものであり、仏画、絵巻、陶磁などに名品が多い。これ以外に館の事業や運営に賛成したコレクターからの寄贈や、指定寄付金などを使った購入品がある。まとまった個人コレクションとして、林宗毅（1923-2006）が収集した中国近代絵画の「定静堂コレクション」400点余りや、実業家・江川淑夫（としお）が集めた中国の帯鉤（たいこう、バックル）や青銅器260点余りが挙げられる。浮世絵も約6000点所蔵しており、関西圏では浮世絵を公開する機関は限られ展観でも人気が高い。
新館ではモネ、ルノワール、セザンヌ、ゴッホ、ピカソ、ロダンなどの西洋近代絵画・彫刻や、中国の工芸品などが展示されている。

## 主な収蔵品

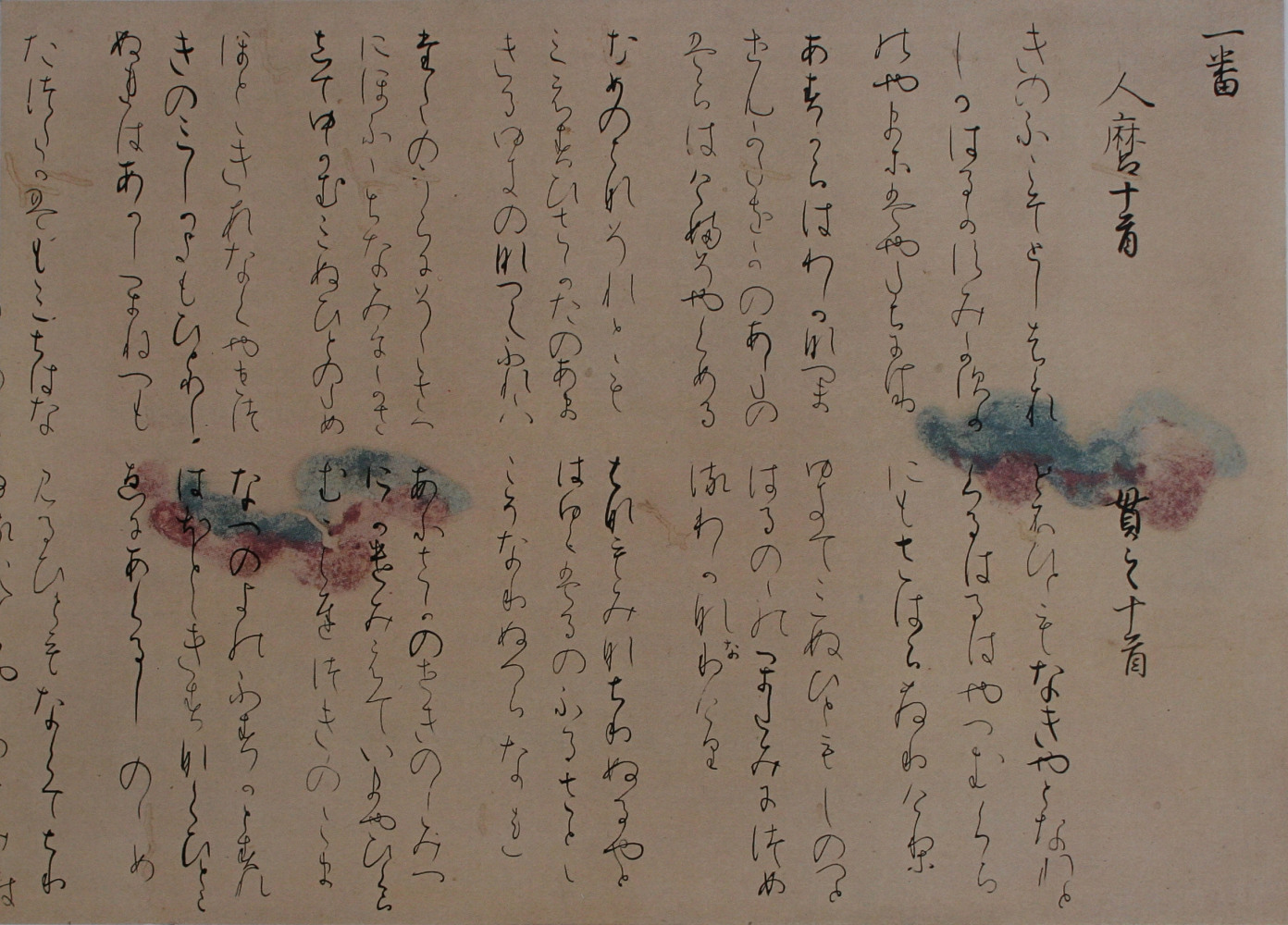
歌仙歌合

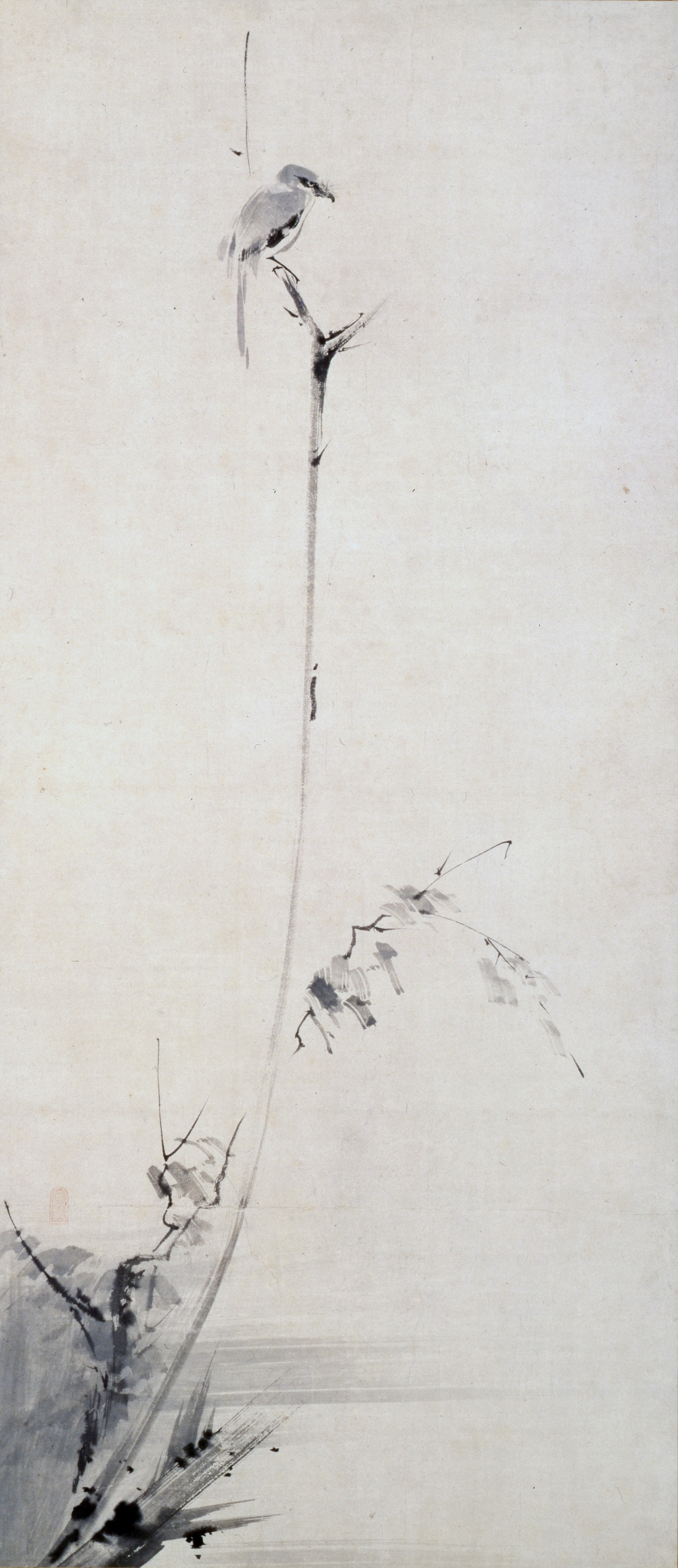
宮本二天筆 枯木鳴鵙図

モネ『睡蓮』（1907年）

### 国宝
- 青磁鳳凰耳花生　銘万声（京都・毘沙門堂門跡伝来）南宋時代
- 歌仙歌合

### 重要文化財
日本絵画
- 紙本著色山王霊験記（京都・蓮華寺伝来）
- 紙本著色伊勢物語絵巻（原三渓旧蔵。御物の伏見天皇宸翰「伊勢物語絵巻詞書断簡」はもと本絵巻の一部）
- 紙本著色駒競行幸絵詞
- 絹本著色山崎架橋図（京都・宝積寺伝来）
- 絹本墨画達磨図 清拙正澄賛
- 紙本墨画布袋図 惟馨周徳筆 千林宗桂賛（原三渓旧蔵）
- 紙本墨画枯木鳴鵙図（こぼくめいげきず）宮本二天（宮本武蔵）筆
- 紙本金地著色源氏物語図 80枚 土佐光吉筆

中国絵画
- 紙本著色十王経（伝敦煌出土）
- 絹本著色鍾馗図（井上馨旧蔵）

彫刻
- 木造胎蔵界八葉院曼荼羅刻出龕（がん）

陶磁
- 黄瀬戸立鼓花生（りゅうごはないけ）銘旅枕
- 唐津茶碗（三宝）

金工
- 響銅水瓶（きょうどうすいびょう/さはりすいびょう）
- 鵲尾形柄香炉（じゃくびがた えごうろ）
- 牡丹蝶鳥鏡
- 菊花双鶴鏡
- 梅花檜垣群雀鏡
- 蓬莱山方鏡

書跡典籍
- 貫之集下断簡（石山切二枚継） 藤原定信筆（しらつゆも）
- 熊野懐紙 藤原範光筆（山河水鳥・旅宿埋火）
- 伏見天皇宸翰宝篋印陀羅尼経
- 法華経化城喩品（けじょうゆほん）（京都・青蓮院伝来）
- 大字法華経薬草喩品
- 箔散料紙墨書法華経方便品（京都・青蓮院伝来）
- 聖一国師墨蹟 法語（蝋牋）
- 大覚禅師墨蹟 上堂語
- 一山一寧墨蹟 瑞巖空照禅師頌

考古資料
- 画文帯神獣鏡 建武5年（498年）

### 登録有形文化財
以下の茶室3棟と付属建物など10件が国の登録有形文化財に登録されている。
- 茶室聴泉亭
- 茶室惣庵
- 茶室楠陰庵
- 茶室玄関
- 茶室正門
- 茶室外腰掛待合
- 茶室内腰掛待合
- 茶室中潜
- 茶室梅見門
- 茶室井筒

### 登録記念物（名勝地関係）
- 茶室庭園[6][7]

### その他の主な収蔵品
- オーギュスト・ルノワール 「花飾りの女」
- クロード・モネ 「睡蓮」  - 1907年に制作された縦長構図の連作15点のうちの一つ。
- ジョルジュ・ルオー 「女ピエロ」
- アメデオ・モディリアーニ 「イタリアの娘」
- オーギュスト・ロダン 「考える人（縮小版）」
- フィンセント・ファン・ゴッホ 「棒あるいは鋤を持ってかがむ男性」
- 藤田嗣治 「眠る猫（猫十態より）」
- 東洲斎写楽 「三世坂東彦三郎の鷺坂左内」 寛政6年（1794年）

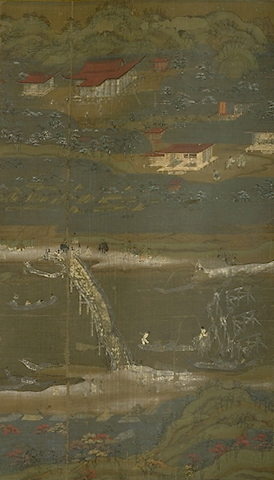
山崎架橋図
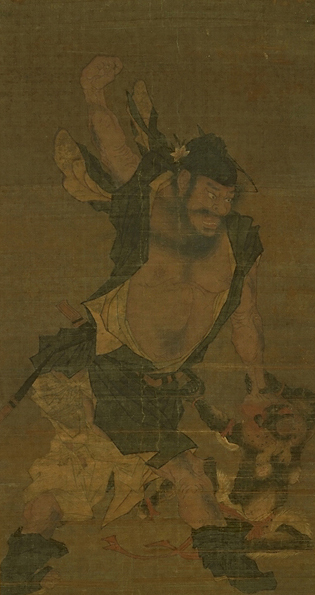
鍾馗図（元時代）

## 施設概要
- 本館
- 新館
- 和泉市久保惣市民ホール
- 和泉市久保惣市民ギャラリー
- 和泉市久保惣市民創作教室
- 日本庭園
- ティールーム（20席）
- 茶室
- 敷地面積 - 6,127m2
- 所在地 -  〒594-1156　大阪府和泉市内田町3-6-12

## 交通アクセス

### 鉄道・バス
- 最寄バス停留所「美術館前」[8]
  - 南海泉北線和泉中央駅から南海バス緑ヶ丘団地線の「美術館前」行きに乗車。
  - 和泉中央駅から約10分。

### 自動車
- 阪和自動車道 岸和田和泉ICから約3分。

## 駐車場
終日無料、約100台収容。